# 东三街道
东三街道，是中华人民共和国吉林省长春市公主岭市下辖的一个乡镇级行政单位。

## 行政区划
东三街道下辖以下地区：
光荣社区、广盛社区、东五社区和曙光社区。